# Manuel Valls
Manuel Carlos Valls Galfetti (* 13. srpna 1962 Barcelona) je francouzský politik katalánského původu, od 1. dubna 2014 do 6. prosince 2016 premiér Francie.

## Rodina
Vallsův dědeček z otcovy strany byl ve Španělsku šéfredaktorem novin katolického a republikánského zaměření. Během španělské občanské války ukrýval ve svém domě kněží pronásledované trockisty a anarchisty. Po vítězství Francisca Franca byl přinucen se své práce redaktora vzdát. Vallsův otec byl katalánský malíř Xavier Valls (1923 – 2006), který odešel z Barcelony do Paříže. Matka Manuela Vallse, rozená Luisangela Galfetti, byla původem z kantonu Ticino ve Švýcarsku.
Valls, po otci katalánského původu, získal francouzské občanství teprve ve svých 20 letech. Poprvé se oženil v roce 1987, kdy si vzal Nathalii Soulié, s níž má čtyři děti. Manželství pak ale bylo rozvedeno. V červenci 2010 se Valls oženil podruhé, a to s houslovou virtuózkou Anne Gravoinovou.

## Politická činnost
Od března 2001 do roku 2012 byl Valls starostou města Évry v blízkosti Paříže. Od května 2012 do 31. března 2014 zastával funkci ministra vnitra, ve které si získal značnou popularitu mj. tím, že netoleroval ilegální sídliště Romů a podpořil jejich nucený návrat do Rumunska.
V následnosti na slabé výsledky Socialistické strany při obecních volbách v březnu 2014 provedl prezident François Hollande očekávanou reorganizaci francouzské vlády. Dne 1. dubna 2014 jmenoval Manuela Vallse novým předsedou vlády. V této funkci nahradil Valls dosavadního předsedu vlády Jeana-Marca Ayraulta, který 31. března podal demisi. V pátek 4. dubna svolal Valls první schůzi svého kabinetu ve svém úředním sídle, paláci zvaném Hôtel Matignon. Nová vláda sestává již jen ze 16 ministrů místo dosavadního počtu 38 ministrů. Několik důležitých politiků ovšem ve vládě zůstalo, jako např. ministr zahraničních věcí Laurent Fabius. Dosavadní ministr práce Michel Sapin převzal ministerstvo financí. Staronovou ministryní se po delší době stala Ségolène Royalová, která má nyní na starosti velký resort pro životní prostředí a energetiku. Kvůli rozporům se socialisty ohledně těchto důležitých politických oblastí opustili francouzští Zelení pod vedením své předsedkyně, dosavadní ministryně pro bytovou výstavbu Cécile Duflot, vládu. V Národním shromáždění (Assemblé nationale) má Vallsova vláda formálně většinu jen jednoho hlasu, avšak strana Zelených ji má v úmyslu ve všech otázkách s výjimkou zmíněných dvou oblastí podporovat.
Dne 5. prosince 2016 rezignoval na funkci ministerského předsedy, aby mohl kandidovat v nadcházejících francouzských prezidentských volbách. Ve funkci jej nahradil dosavadní ministr vnitra Bernard Cazeneuve. Valls se prezidentských voleb nakonec nezúčastnil, protože v socialistických primárkách ho porazil Benoît Hamon.
V roce 2018 oznámil odchod z francouzského politického života a svou kandidaturu na starostu Barcelony.

## Příznivec FC Barcelona
Valls je velkým příznivcem fotbalového klubu FC Barcelona ze svého rodného města. Rád vykládá, že klubovou hymnu složil Manuel Valls, což je ovšem stejnojmenný bratranec jeho otce. U příležitosti finále Champions League dne 8. června 2015 v Berlíně mezi „jeho“ týmem a Juventus FC z Itálie nechal dopravit do německého hlavního města a zpět vládním letadlem na státní náklady (asi 20 000 eur), aby se mohl tohoto zápasu společně se svými dvěma syny zúčastnit. To způsobilo ve Francii silnou vlnu kritiky na Vallsovu adresu.

## Vyznamenání
- komtur Řádu Ouissam Alaouite – Maroko, 2011[10]
- komtur Řádu za zásluhy Pobřeží slonoviny – Pobřeží slonoviny, 2013[11]
- rytíř Národního řádu lva – Senegal, 2013[12]
- velkokříž Řádu za občanské zásluhy – Španělsko, 23. prosince 2013[13]
- čestný rytíř velkokříže Řádu svatého Michala a svatého Jiří – Spojené království, 2014[14]
- komtur Národního řádu Mali – Mali, 2015
- velkokříž Řádu Isabely Katolické – Španělsko, 23. března 2015[15]
- velkokříž Řádu za zásluhy – Senegal, 2016[16]
- velkodůstojník Řádu čestné legie – Francie, 31. března 2016
- velkokříž Národního řádu za zásluhy – Francie, 3. října 2016